# Roca Llarga
La Roca Llarga és una muntanya de 1.117 metres que es troba al municipi d'Odèn, a la comarca del Solsonès.